# Artful Learning
Artful Learning è un modello di filosofia educativa basato su concetti e sull'interdisciplinarità. Artful Learning è stato avviato da Leonard Bernstein ed ha le sue basi nell'uso delle arti per migliorare tutte le aree dell'istruzione.

## Storia
Nel 1990 Leonard Bernstein ha ricevuto il Premio Imperiale, un premio internazionale assegnato dalla Japan Arts Association per la carriera artistica. Bernstein ha utilizzato il premio di $100.000 per istituire The Bernstein Education Through the Arts (BETA) Fund, Inc. Leonard Bernstein ha concesso questa sovvenzione per sviluppare un programma educativo basato sull'arte. Il Leonard Bernstein Center è stato fondato nell'aprile 1992 ed ha avviato un'ampia ricerca scolastica, che ha portato al Modello Bernstein. Dopo sei anni di associazione con la Grammy Foundation, il Leonard Bernstein Center for Learning si è trasferito al Gettysburg College, PA.

## Modello
L'Artful Learning si basa sulla filosofia di Bernstein secondo cui le arti possono rafforzare l'apprendimento ed essere incorporate in tutte le materie accademiche. Il programma si basa su "unità di studio", ciascuna composta da quattro elementi fondamentali: esperienza, ricerca, creazione e riflessione.

## Ricerca
La ricerca mostra che la partecipazione alle arti gioca un ruolo vitale nell'influenzare lo sviluppo e le prestazioni del cervello. Le arti che sono considerate un arricchimento nei programmi educativi, possono infatti essere centrali nel modo in cui gli esseri umani elaborano e apprendono neurologicamente. Nel 1999 The President's Committee on the Arts and Humanities (Comitato del Presidente per le arti e gli studi umanistici) collaborò con l'Arts Education Partnership per pubblicare uno studio completo sull'inclusione delle arti nell'istruzione.

## Altri modelli di scuola
- Educazione alternativa[13]
- Apprendimento basato su progetti[14]
- Sudbury school[15]